# Флоридсдорф
Флоридсдорф (на немски: Floridsdorf) е двадесет и първият окръг на Виена. Населението му е 165 752 жители (по приблизителна оценка от януари 2019 г.).

## Подразделения
- Гроседлерсдорф
- Донауфелд
- Йедлезе
- Леополдау
- Флоридсдорф
- Щамерсдорф
- Щреберсдорф

## Личности
- Франц Йонас – президент на Австрия – роден във Флоридсдорф